# Presente (álbum)
Presente é o quarto álbum solo (e segundo póstumo) do cantor e compositor brasileiro Renato Russo, lançado em março de 2003, sete anos após sua morte.

## Contexto
O jornalista e produtor Marcelo Fróes vasculhou os arquivos pessoais do cantor e também os da gravadora EMI em busca de alguma espécie de material que pudesse ser utilizado em um disco ou algo do tipo. Antes de finalizar seu trabalho, foi chamado na gravadora para propor algum lançamento e deu como ideia usar raridades deixadas por Renato.
Era algo parecido com um projeto que Reginaldo Ferreira, ex-roadie da Legião Urbana e amigo de Renato, havia apresentado para Jorge Davidson (diretor artístico da gravadora), mas que foi rejeitado. Jorge acabou planejando sozinho a produção do álbum, sem consultar Marcelo. O jornalista então exigiu que seu nome constasse como idealizador e produtor executivo do projeto, além de rearranjar a ordem das faixas para que ficasse do jeito que ele havia imaginado. Jorge aceitou e acabou aparecendo como diretor artístico em "Mais uma Vez", "Hoje" e "Boomerang Blues".

## Repertório e curadoria
Marcelo encontrou parte das canções em gravações caseiras de Renato, como "Hoje" (dueto com a cantora Leila Pinheiro), "Boomerang Blues" (composição de Renato gravada pelo Barão Vermelho) e "Thunder Road" (cover do cantor norte-americano Bruce Springsteen).
Também foram incluídas canções já lançadas anteriormente, como "A Cruz e a Espada" (dueto com Paulo Ricardo, ex-RPM), "A Carta" (dueto com Erasmo Carlos), "Quando Eu Estiver Cantando" (regravação de Cazuza, gravada ao vivo no show Viva Cazuza, realizado em outubro de 1990, três meses após a morte do cantor, e emendada com uma versão de "Endless Love") e "Gente Humilde" (dueto com o violonista Hélio Delmiro, gravado para o Songbook Vinícius de Moraes vol. 3 de 1993, uma homenagem aos 80 anos de nascimento de Vinicius de Moraes preparada por Almir Chediak).
Há também uma edição das canções "Cathedral Song" (cover da cantora Tanita Tikaram) e "Catedral" (versão em português da mesma, gravada pela cantora Zélia Duncan) em uma só canção. A ideia partiu de Victor Kelly, do departamento de marketing da EMI.
"Mais uma Vez", composição de Renato Russo em parceria com Flávio Venturini gravada pelo grupo 14 Bis (do qual Venturini ainda era membro) em 1987, foi a grande aposta da gravadora neste álbum. Foi produzida uma nova versão da canção, em 2002, apenas com a voz de Renato Russo. Esta versão se tornaria o single principal do disco, além de ser incluída na trilha sonora da telenovela Mulheres Apaixonadas, exibida pela Rede Globo em 2003. Também foi incluída no disco a versão original, que foi remixada.
"Hoje" ficou na gaveta por muitos anos. Leila era fã da Legião Urbana e adotara "Tempo Perdido" em seu repertório. Um dia, ela foi visitar Renato na Ilha do Governador para pedir autorização para gravar uma versão da faixa em seu terceiro álbum, Alma (1988), e os dois viraram amigos a partir daquele encontro.
Mais tarde, quando Renato já sabia ser soropositivo, ele mostrou a letra de "Hoje" para ela e pediu para ela tocar ao piano como uma bossa nova. A letra falava sobre o desejo de se ter mais tempo - na época, Leila não sabia da doença dele e não entendeu a mensagem da canção. Ela nunca mais teve acesso à fita que Renato gravou até Marcelo recuperá-la e o produtor Nilo Romero convidá-la para cantar na versão final.
Em 2017, "Boomerang Blues" foi incluída na trilha sonora de outra novela da Globo, O Outro Lado do Paraíso,, desta vez como tema de abertura.
O disco estava com algumas lacunas porque a gravadora não conseguiu negociar com todas as partes envolvidas no período determinado para produzir a obra - dezembro de 2002 a fevereiro de 2003. Algumas dessas peças faltantes, nomeadamente duetos com Dorival Caymmi e Adriana Calcanhotto, acabariam utilizadas num lançamento solo posterior de Renato, Duetos. Para preencher os espaços vazios, foram usadas entrevistas que Renato concedera a José Maurício Machline, da International Magazine.

### Título
O título do álbum foi proposto pela advogada Silvia Gandelman, uma vez que o disco seria lançado na data de aniversário de Renato.

## Faixas
| Faixas de Presente |                                                                                |                                                        |                       |         |  |
| N.º                | Título                                                                         | Compositor(es)                                         | Participação especial | Duração |  |
| 1.                 | "Mais uma Vez"                                                                 | Flávio Venturini / Renato Russo                        |                       | 3:58    |  |
| 2.                 | "Hoje"                                                                         | Renato Russo / Leila Pinheiro                          | Leila Pinheiro        | 4:14    |  |
| 3.                 | "Boomerang Blues"                                                              | Renato Russo                                           |                       | 3:29    |  |
| 4.                 | "Cathedral Song / Catedral"                                                    | Tanita Tikaram Versão: Christiaan Oyens , Zélia Duncan | Zélia Duncan          | 2:55    |  |
| 5.                 | "A Cruz e a Espada"                                                            | Luiz Schiavon, Paulo Ricardo                           | Paulo Ricardo         | 3:10    |  |
| 6.                 | "A Carta"                                                                      | Benil Santos, Raul Sampaio                             | Erasmo Carlos         | 4:08    |  |
| 7.                 | "Gente Humilde"                                                                | Chico Buarque, Garoto, Vinicius de Moraes              | Hélio Delmiro         | 3:37    |  |
| 8.                 | "Thunder Road"                                                                 | Bruce Springsteen                                      |                       | 3:34    |  |
| 9.                 | "Quando Eu Estiver Cantando / Endless Love" (Ao vivo)                          | João Rebouças, Cazuza / Lionel Richie                  |                       | 4:23    |  |
| 10.                | "Entrevista 1" (Trechos de entrevista concedida no dia 1 de dezembro de 1994)  |                                                        |                       | 10:07   |  |
| 11.                | "Entrevista 2" (Trechos de entrevista concedida no dia 20 de setembro de 1995) |                                                        |                       | 8:36    |  |
| 12.                | "Entrevista 3" (Trechos de entrevista concedida no dia 6 de julho de 1996)     |                                                        |                       | 7:27    |  |
| 13.                | "Mais uma Vez" (versão original)                                               | Flávio Venturini, Renato Russo                         | 14 Bis                | 4:31    |  |
| Duração total:     | Duração total:                                                                 | Duração total:                                         | Duração total:        | 64:09   |  |

## Créditos
Fonte:
- Renato Russo - vocais em todas as faixas, violão em "Bomerang Blues", "Thunder Road"
- Moska - violão de doze cordas em "Mais Uma Vez"
- Billy Brandão - guitarra em "Mais Uma Vez"
- Nilo Romero - dobro e gaita em "Boomerang Blues", baixo e violão de aço em "Mais Uma Vez"
- Sacha Amback - teclado em "Mais Uma Vez"
- Jongui - bateria em "Mais Uma Vez"

### Pessoal técnico
- Marcelo Fróes - idealizador e produtor-executivo
- Jorge Davidson - diretor artístico em "Mais Uma Vez", "Hoje" e "Boomerang Blues"
- Nilo Romero - produtor em "Mais Uma Vez", "Hoje" e "Boomerang Blues"
- Gabriela Azevedo - assistente de Nilo em "Mais Uma Vez", "Hoje" e "Boomerang Blues"
- Loup De Ville - operador de Pro Tools em "Cathedral Song / Catedral"[nota 1]